# پایا تروبونگ
پایا تروبونگ (به لاتین: Paya Terubong) یک منطقهٔ مسکونی در حومهٔ شهر جرج تاون، در ایالت پنانگ، مالزی است. به فاصله‌ای در حدود ۷ کیلومتر (۴٫۳ مایل) از سمت جنوب‌غربی مرکز شهر، در دره‌های مرکزی جزیره پنانگ و جنوب ایر ایتام واقع شده است. هم چنین یکی از پرجمعیت‌ترین نواحی در جزیره پنانگ است.
پایا تروبونگ، ابتدا به عنوان یک دهکدهٔ کشاورزی به وجود آمد. در دههٔ ۱۹۸۰، ساخت ساختمان‌های بلند مرتبه در این ناحیه شروع شد و پایا تروبونگ را به منطقهٔ مسکونی تبدیل کرد.